# 앙신의 강림
《앙신의 강림》은 쥬논이 쓴 장편 판타지 소설이다. 1권 ~ 15권으로 완결되었다.

## 개요
크로노스 교단 재건의 임무를 짊어진 후계자 4인중 한명인 시르온(지온). 노아부 제국에 불어닥친 황제 찬탈의 전쟁 속에서 ‘달을 베어 먹는 새’로 거듭 태어난 그는 이제 스스로를 지배하기 시작한다. 크로노스 교단 재건을 위해서 네크로맨서로서 살아가는 고난과 역경. 그리고 세상에 이면의 비밀들...
이 책은 쥬논의 이야기 갈래중 가장 큰 갈래의 시발점이다. 이 이야기로 하여금 천마선과 규토대제의 이야기가 이어지는 형식이다.
앙신의 강림은 얼마전 앙강신드롬이라 불릴만큼 소설 애독자들에게 높은 지지도를 보이기도 하였다. 읽는 동안에는 긴장감으로 시작되어, 곳곳에서 카타르시스를 맛보게 되고 끝나갈즈음에는 숨겨진 이야기를 알 수 있다. 그 이야기는 주인공에게 부합되는데, 주인공에 대한 정의를 변화시키는데 영향이 미미하다. 그만큼 자연스러운 이야기 전개와 전체적 스토리에서부터 전해지는 여러 특성들을 부드럽게 다듬어 보여주는 이야기가 바로 이 책이다.
마지막으로, 앙신의 강림 이후에 천마선, 규토대제를 차례차례 보는것을 추천한다. 매끄럽게이야기를 전개하여 거부감없는 재미를 선사하는게 저자의 능력이라고 판단하여 몇번이고 차례차례 볼 수 있게 해준다.

## 같이 보기
- 쥬논(작가)
- 샤피로
- 규토대제
- 흡혈왕 바하문트
- 천마선